# Пейзаж с Аполлоном и Марсием
«Пейзаж с Аполлоном и Марсием» — картина французского художника Клода Желле по прозванию Лоррен из собрания Государственного музея изобразительных искусств имени А. С. Пушкина (Пушкинского музея).
Картина иллюстрирует популярный сюжет «Состязание Аполлона и Марсия», описанный многими античными авторами, в частности Овидием в «Метаморфозах»: Аполлон и сатир Марсий стали соревноваться, кто из них сильнее в музыке, Аполлон играл на лире, а Марсий на шалмее (в ряде источников упоминается флейта Пана). В качестве судьи была Афина, победитель по условиям соревнования сам выбирал наказание для побеждённого. В центральной части картины Афина водружает на голову Аполлона лавровый венок победителя, а в правой части показан эпизод, случившийся сразу после этого: Аполлон собирается жестоко наказать Марсия, посмевшего бросить ему вызов, — сатир уже привязан к дереву и рядом слуга затачивает нож, которым Аполлон будет сдирать с Марсия кожу (Метаморфозы, VI, 383—391). С тыльной стороны картины находятся красная сургучная печать (собрания Кроза?) и чёрной краской написаны цифры «3429» — под этим номером картина была внесена в опись Эрмитажа 1859 года.
По замечанию Е. Б. Шарновой, Лоррен при изображении Марсия допустил ошибку: у ног сатира лежит не флейта Пана и не шалмей, а волынка. Также она отмечает, что фигуры Аполлона и Марсия написаны Лорреном под влиянием фрески Рафаэля на плафоне Станцы дела Сеньятура в Папском дворце в Ватикане.
Лоррен зарисовывал большинство своих работ в своём альбоме «Liber Veritatis», «Пейзажу с Аполлоном и Марсием» в этом альбоме соответствует рисунок № 45. Под рисунком имеется подпись на французском языке «quadre facit per m. Perochet» («сделано для г. Пероше»). Из этой подписи следует, что картина была создана по заказу известного парижского коллекционера Гийома Пероше. Всего Лоррен в 1637—1639 годах написал для него четыре произведения. С 1755 года картина значилась в собрании Кроза и в 1772 году вместе со всем этим собранием, через посредство Ф. Троншена, была приобретена императрицей Екатериной II для Эрмитажа. В 1924 году была передана в новообразованный Государственный музей изобразительных искусств имени А. С. Пушкина. Выставляется в Главном здании музея в зале 21.
В творчестве Лоррена есть ещё одна картина на этот сюжет, написанная в 1645 году. Композиционно она очень близка московской картине, но в зеркальном отображении. Её рисунок также имеется в «Liber Veritas» под № 95. Эта картина находится в собрании графов Лестеров в усадьбе Холкем-холл. В 1777 году все рисунки из «Liber Veritas» были гравированы английским художником Ричардом Ирломом и сам альбом в трёх томах впервые был издан Джоном Бойделом.